# Rio Grande de Mindanao

Le Rio Grande de Mindanao est un fleuve de l'île de Mindanao aux Philippines. Il draine un bassin de 23169 kilomètres carrés, soit le second plus grand du pays, et le plus grand de Mindanao. 